# مارسيلو ديل بيلار
مارسيلو ديل بيلار (بالإنجليزية: Marcelo H. del Pilar)‏، (وُلِد بمحافظة بولاكان، الفلبين 30 أغسطس 1850 - وتُوفي في 4 يوليو 1896)، هو صحفي فلبيني عُرف باسم بلوم بلاريديل (Plume Plaridel) (اسم مستعار). لعب دوراً رئيسياً في تحرير الشعب الفلبيني من الإستعمار الإسباني.

## السيرة الذاتية
في 1882 بدأ ينشر مقالاته في صحيفة فلبينية، الشيء الذي كان سبباً في نفيه إلى هونغ كونغ ثم إلى إسبانيا، هناك أدار حركة طلابية للطلبة الفلبينيين المتواجدين بإسبانيا. ثم نشر مقالات له في صحيفة التضامن البرشلونية، واقترح إصلاحات ديمقراطية في الفلبين. توفي ديل بيلار في 4 يوليو 1896 ببرشلونة.